# Esparron (Alta Garona)
Esparron (en occità Esparron) és un municipi francès situat al departament de l'Alta Garona i a la regió d'Occitània.